# Les chemins de ma maison
A Les chemins de ma maison Céline Dion kanadai énekesnő negyedik francia nyelvű stúdióalbuma, mely 1983. szeptember 7-én jelent meg Quebecben (Kanada).

## Háttér
Az album arany minősítést szerzett Kanadában, 100 000 példányban kelt el. Félix-díjat nyert az év legsikeresebb albumaként.
A lemezből két kislemez készült. Az első, a Mon ami m’a quittée kilenc héten át vezette a québeci listákat. A Ne me plaignez pas című második kislemez Sheena Easton Please Don’t Sympathise című dalának adaptációja, melyhez Eddy Marnay írta a francia nyelvű szöveget.
1983-ban az énekesnő kiadta első albumát Franciaországban Du soleil au cœur címmel, mely a Les chemins de ma maison albumborítójának képét kapta, és hat dalt is tartalmaz erről az albumról.

## Az album dalai
| #   | Cím                      | Szerző(k)                                         | Hossz |
| --- | ------------------------ | ------------------------------------------------- | ----- |
| 1.  | Mon ami m’a quittée      | Eddy Marnay, Christian Loigerot, Thierry Geoffroy | 3:05  |
| 2.  | Toi sur ta montagne      | Marnay, Alain Noreau                              | 4:03  |
| 3.  | Ne me plaignez pas       | Marnay, Steve Thompson                            | 3:05  |
| 4.  | Vivre et donner          | Marnay, Ben Kaye, H. Stanley                      | 2:34  |
| 5.  | Mamy Blue                | Hubert Giraud                                     | 3:24  |
| 6.  | Du soleil au cœur        | André Popp, Jean Claude Massoulier                | 2:46  |
| 7.  | Et puis un jour          | Marnay, Noreau                                    | 3:17  |
| 8.  | Hello mister Sam         | Marnay, Loigerot, Geoffroy                        | 4:17  |
| 9.  | La dodo la do            | Marnay, Christian Gaubert                         | 3:06  |
| 10. | Les chemins de ma maison | Marnay, Patrick Lemaitre, Alain Bernard           | 4:16  |

## Megjelenések
| Terület | Megjelenés          | Kiadó   | Formátum        | Katalógusszám |
| ------- | ------------------- | ------- | --------------- | ------------- |
| Kanada  | 1983. szeptember 7. | Saisons | Hanglemez       | 165233 1      |
| Kanada  | 1983. szeptember 7. | Saisons | Compact kazetta | 1665233 4     |

## Díjak, jelölések
| Év   | Esemény   | Díj                                                   |
| ---- | --------- | ----------------------------------------------------- |
| 1984 | Félix-díj | Az év legsikeresebb albuma – Les chemins de ma maison |
| 1984 | Félix-díj | Az év énekesnője                                      |

## Fordítás
Ez a szócikk részben vagy egészben  a   Les chemins de ma maison című angol Wikipédia-szócikk ezen változatának fordításán alapul.  Az eredeti cikk szerkesztőit annak laptörténete sorolja fel. Ez a jelzés csupán a megfogalmazás eredetét és a szerzői jogokat jelzi, nem szolgál a cikkben szereplő információk forrásmegjelöléseként.